# Carme Elías
Carme Elias i Boada (Barcelona, 14 de janeiro de 1951) é uma atriz espanhola. Em 2009, ganhou o Prêmio Goya de melhor atriz pelo seu papel no filme Camino.